# 服部年之
服部 年之（はっとり としゆき、生没年不詳）とは、明治時代の浮世絵師。

## 来歴
月岡芳年の門人、作画期は明治とされる。明治31年（1898年）建立の月岡芳年翁之碑に芳年門人として「服部年之」の名がみられ、明治18年（1885年）とその翌年に読本の挿絵を残している。なお明治19年ごろ芳年から門人27名に宛てた書状（芳年門人一覧）には「麹町山本町弐丁目三番地　服部金三郎殿」とあるが、これが同一人かは定かではない。

## 作品
- 『糸桜春蝶奇縁』　読本　※明治18年刊行、滑稽堂版。文化9年（1812年）に刊行された曲亭馬琴の作を活字に直したもの。
- 『上総侠客奸僧退治』　読本　※明治19年刊行、金泉堂版。稲野年恒他と共画